# Sharks Antibes
Gli Sharks Antibes sono una società cestistica avente sede ad Antibes, in Francia.

## Storia
Fondata nel 1941 col nome di Olympique Antibes Juan-les-Pins Côte d'Azur, nel 2012 assunse la denominazione attuale. Gioca nel campionato francese.
Disputa le partite interne nel nuovo complesso Azur Arena,  con una capacità di 5.249 spettatori, inaugurato il 15 agosto 2013 con un'amichevole della nazionale di pallacanestro francese contro quella serba.

## Roster 2018-2019
Aggiornato al 9 novembre 2018.
|    | Naz.                                                      | Ruolo | Sportivo          | Anno | Alt. | Peso | Note |
| -- | --------------------------------------------------------- | ----- | ----------------- | ---- | ---- | ---- | ---- |
| 0  | Stati Uniti (bandiera)                                    | P     | Jerel Blassingame | 1981 | 178  | 77   |      |
| 1  | Stati Uniti (bandiera)                                    | P     | Louis Campbell    | 1979 | 190  | 90   |      |
| 3  | Francia (bandiera)                                        | G     | Robin Pradines    | 2000 | 192  |      |      |
| 4  | Stati Uniti (bandiera)                                    | AG    | Tim Blue          | 1984 | 206  | 100  |      |
| 10 | Francia (bandiera)                                        | G     | Isaïa Cordinier   | 1996 | 196  | 84   |      |
| 11 | Stati Uniti (bandiera) · Georgia (bandiera)               | P     | Taurean Green     | 1986 | 183  | 80   |      |
| 12 | Francia (bandiera)                                        | AG    | Isaac Mayembo     | 1999 | 200  |      |      |
| 13 | Francia (bandiera)                                        | AP    | Paul Rigot        | 1995 | 201  | 86   |      |
| 15 | Svezia (bandiera)                                         | AP    | Viktor Gaddefors  | 1992 | 201  | 91   |      |
| 21 | Lettonia (bandiera)                                       | G     | Aigars Šķēle      | 1992 | 192  | 84   |      |
| 22 | Rep. del Congo (bandiera) · Rep. Centrafricana (bandiera) | A     | Max Kouguere      | 1987 | 198  | 95   |      |
| 42 | Stati Uniti (bandiera) · Nigeria (bandiera)               | C     | Chris Otule       | 1990 | 211  | 125  |      |
| 93 | Francia (bandiera) · Germania (bandiera)                  | C     | Fernando Raposo   | 1989 | 206  | 104  |      |
| 99 | Francia (bandiera)                                        | P     | Tom Wiscart-Goetz | 1999 | 187  |      |      |

### Staff tecnico
| Allenatore: | Julien Espinosa                      |
| Assistenti: | Marc Berjoan, Kenny Grant, Jade Sage |

## Palmarès
- Campionato francese: 3

1969-70, 1990-91, 1994-95

## Cestisti
- Étienne Ca 2020